# Marina Orlova
Marina Vladimirovna Orlovová (rusky Марина Владимировна Орлова) (* 10. prosince 1980, Nižnij Novgorod, SSSR) je ruská filoložka (především etymoložka), která se stala internetovou celebritou – provozuje jeden z nejnavštěvovanějších kanálů YouTube s názvem HotForWords a stejnou webovou stránku. Tématem jejích videí, která začínají sloganem „Inteligence je sexy“, je pátrání po původu anglických slov. Základem úspěchu je její vzhled, který však na rozdíl od jiných kombinuje s inteligentním programem.